# Мурацано
Мураца̀но (на италиански: Murazzano; на пиемонтски: Murassan, Мурасан) е село и община в Северна Италия, провинция Кунео, регион Пиемонт. Разположено е на 749 m надморска височина. Населението на общината е 870 души (към 2010 г.).